# Stelzer-Motor
Der Stelzer-Motor, benannt nach seinem Erfinder Frank Stelzer, ist ein Zweitakt-Freikolbenmotor in zylindrisch-gestreckter, zweiseitig-symmetrischer Bauweise. Die Maschine zeichnet sich durch eine einfache Konstruktion aus; die benötigte Energieform – beispielsweise Druckluft oder Elektrizität – kann in ihr direkt aus der Verbrennung eines Kraftstoffs, ohne mechanische Übertragung erzeugt werden. Stelzer präsentierte seine Konstruktion 1996 erstmals einer größeren Öffentlichkeit. Der zugrundeliegende Prinzip – der Freikolbenmotor – ist als Anwendung in Tauch- und U-Booten als Anwendung für Generatoren zur Stromerzeugung oder als Kompressor etabliert. Der Stelzer-Motor befindet sich indes noch in der Entwicklung.
Im Stelzer-Motor werden drei, über eine durchgehende Kolbenstange verbundene Kolben hin und her bewegt. Die Kolbenstange hat unterschiedliche Durchmesser (Stufenkolben) und steuert die Einlässe der beiden Arbeitszylinder. In der Mitte des Gehäuses ist die zentrale Spülpumpe (Vorverdichtungskammer) mit großem Durchmesser und mittiger Einlassöffnung, anschließend nach außen je ein runder Überströmkanal, der kurz vor dem unteren Totpunkt durch die gestufte Kolbenstange freigegeben wird und während des Verdichtens und Arbeitens geschlossen ist. Daran anschließend sind die Arbeitszylinder mit  ringförmigen Brennräumen, Zündkerze und Auslassöffnung am äußeren Ende. Zu jedem Zylinder gehört ein passender Kolben.

## Arbeitsablauf für eine Seite
Der mittlere Kolben ist ein doppeltwirkender Scheibenkolben. In seiner Bewegung verbindet er die Einlassöffnung abwechselnd der linken und rechten Seite des Pumpenzylinders und zwar immer mit der Seite, deren Volumen gerade zunimmt. Dadurch wird Gemisch angesaugt. Nach dem Überfahren der Einlassöffnung wird das eingeschlossene Volumen verkleinert, das Gemisch dadurch vorverdichtet.
Kurz vor dem  unteren Totpunkt auf einer Seite erreicht der dünnere Teil der Kolbenstange die Überströmöffnung und gibt dadurch einen ringförmigen Querschnitt frei, das Gas wird in den Arbeitszylinder gedrückt und spült die Abgase über die gleichzeitig geöffneten Auslassöffnungen aus.

Der Stelzer-Motor in Bewegung

Im Rückschwung verschließt der Arbeitskolben die  Auslassöffnung und die Kolbenstange die Überströmöffnung. Der Arbeitskolben rückt im Zylinder weiter zur Mitte und komprimiert hier das Gemisch bis zur Zündung und Bewegungsumkehr. Jetzt leistet während der erneuten Auswärts-Bewegung der Kolben Arbeit. In der Spülpumpe wird gleichzeitig das frische Gemisch vorkomprimiert. Kurz vor dem unteren Totpunkt öffnet zuerst der Auslass, kurz darauf die Überströmöffnung.
Dieser Arbeitsablauf findet ständig abwechselnd auf beiden Seiten statt.
Der große Vorteil des Stelzer-Motors ist die geringe Zahl von Bauteilen. Da er ohne Kurbelwelle und Pleuel auskommt, ist die Reibung an den Zylinderwänden geringer, weil es keine Pleuelseitenkraft gibt. Um die Bewegungsenergie eines Stelzer-Motors zu nutzen, gibt es verschiedene Möglichkeiten.
Die freien Enden der Arbeitskolben, die aus dem Motorblock herausragen, können eine Flüssigkeit pumpen und so als Pumpe eines hydraulischen Systems wirken, oder Magneten tragen und als Lineargenerator arbeiten, um elektrische Energie zu erzeugen.
Auch eine Mischung beider Techniken ist möglich, sodass elektrische und/oder hydraulische Energie zur Verfügung steht.
Perspektivisch wird nach einer Weiterentwicklung – insbesondere durch Verwendung neuer Werkstoffe – ein Wirkungsgrad von ca. 39 % als realistisch erachtet, was in etwa dem von Brennstoffzellen entspräche.

## Anwendungen
Luftpumpe
Werden die Kolbenenden über das Gehäuse hinaus verlängert, ist die Anwendung als Kompressor möglich. Dieser arbeitet dann als beidseitig wirkende Doppelkammer-Kolbenluftpumpe.
Hydraulikpumpe
Mit einem längs durchbohrten Kolben kann ein Stelzer-Motor Flüssigkeiten beschleunigen und in einem Kreislauf Hydraulikdruck aufbauen. Er wirkt dann als Hydraulikpumpe. Eine praktische Prüfung dieser Anwendung durch Stelzer ist nicht bekannt.
Stromerzeuger
Werden die Kolbenenden über das Gehäuse hinaus verlängert, ist die Anwendung als Stromgenerator möglich – der Stelzer-Motor arbeitet dann als Lineargenerator. Der Kolben oder seine hervorstehenden Enden werden hierzu mit Magneten versehen, die in Wicklungen eintauchen und darin durch ihre Bewegung eine elektrische Spannung induzieren. Mehrere Prototypen dieses Lineargenerators wurden erprobt.

## Kritik
Das grundlegende Prinzip ist das der Freikolbenmaschine. Es ist seit etwa 100 Jahren bekannt. Die heutigen Anwendungen beschränken sich auf Spezielles. Zum Stelzer-Motor gibt es kaum unabhängige Quellen oder Gutachten für die behaupteten Vorteile des Motors. Ebenso wenig wurde ein Prototyp von unabhängiger Seite getestet.
Der Brennraum des Stelzer-Motors hat eine ringförmige Brennkammer, weil der Arbeitskolben mit dem Verdichterkolben fest durch eine mittige Stange verbunden ist. Der Motor hat ähnliche Probleme wie doppeltwirkende Zwei- und Viertaktmotoren, die seit den 1950er Jahren praktisch nicht mehr angewendet werden.
Ingenieure kritisierten insbesondere, dass zentrale Probleme wie Vibrationen, Zündung und Abgase noch immer weitgehend ungelöst seien.